# Wielki Staw
Der Wielki Staw (Großer Teich) ist der größere von zwei Karseen auf polnischer Seite des Smogornia (Mittagsberg, tschech. Stříbrný hřbet). Mit einer Fläche von 8,3 Hektar und einer Tiefe von 24,4 Metern ist er der größte See glazialen Ursprungs im Riesengebirge.

## Lage
Der Große Teich befindet sich am Nordosthang des Mittagsbergs in einer Höhe von 1225 m, in unmittelbarer Nachbarschaft zum Kleiner Teich und dessen Gletscherkessel. Beide Seen liegen in Nähe der tschechisch-polnischen Grenze, ca. 6 km nordöstlich von Spindlermühle (tschech. Špindlerův Mlýn, poln. Szpindlerowy Młyn) und 6 km westsüdwestlich von Krummhübel.

## Entstehung
Neben den Karen der Schneegruben am Hohen Rad sind die Gletscherkessel am Großen und Kleinen Teich die markantesten Karformen, die auf polnischer Seite des Riesengebirges zu finden sind. Die kesselförmigen Täler an den östlichen Hängen des Mittagsbergs, deren Steilhänge am Wielki Staw 180 Meter aufragen und zur Lawinenbahn des Smogornia gehören, wurden durch die Tätigkeit eiszeitlicher Gletscher geschaffen, die an den Talsohlen tiefe Mulden zurückließen, in denen sich dann das Wasser zu Bergseen sammelte.
Der talseitige Abschluss des Kars wird am Wielki Staw durch eine felsige Karschwelle (Karriegel) und eine 30 Meter hohe Endmoräne gebildet.

## Wasserhaushalt
Wichtigster Zufluss des Sees ist der Bialy Potok (Weißbach), dessen Quelle in der Westwand des Kessels auf etwa 1300 m entspringt. Dieser Gebirgsbach durchfließt den See, bildet seinen Abfluss und mündet in einer Höhe von 1085 m in die Łomnica (Lomnitz).
Im Winter und mehr als die Hälfte des Jahres ist der See von Eis bedeckt. Das Wasser ist sauber, klar und wie für alpine Bergseen typisch nährstoffarm. Die Wassertemperatur überschreitet auch in den wärmeren Monaten ein Maximum von 14 °C nicht.

## Flora, Fauna und Naturschutz
Der Wielki Staw, die Steilhänge des Gletscherkessels und das Ufergebiet liegen in der Zone I des polnischen Nationalparks Karkonoski Park Narodowy (KPN). Aufgrund der Vorschriften dürfen diese Gebiete nicht betreten werden. Nahe am oberen Rand des Kessels führt jedoch der Weg der polnisch-tschechischen Freundschaft (Kammweg) entlang. Die eindrucksvolle Aussicht, die von hier möglich ist, entschädigt aber für alle Einschränkungen und wer möchte, kann auf den Wanderwegen am benachbarten Mały Staw, der zur weniger strengen Schutzzone II gehört, die Pflanzen- und Tierwelt noch unmittelbarer erleben.
Die Ränder des Sees werden von subalpiner Vegetation wie Lappland-Weide, Zwerg-Birke und Latschenkiefer bestimmt. Das Wasser bietet Lebensraum für seltene Arten, einige davon sind Eiszeit-Relikte wie das See-Brachsenkraut und das Seemäuschen Otomesostoma auditivum, eine zur Ordnung der Seriata gehörende Strudelwurmart. Hier lebt auch der Bergmolch und die Bachforellen sowie eine melanistische Form der Erdkröte.

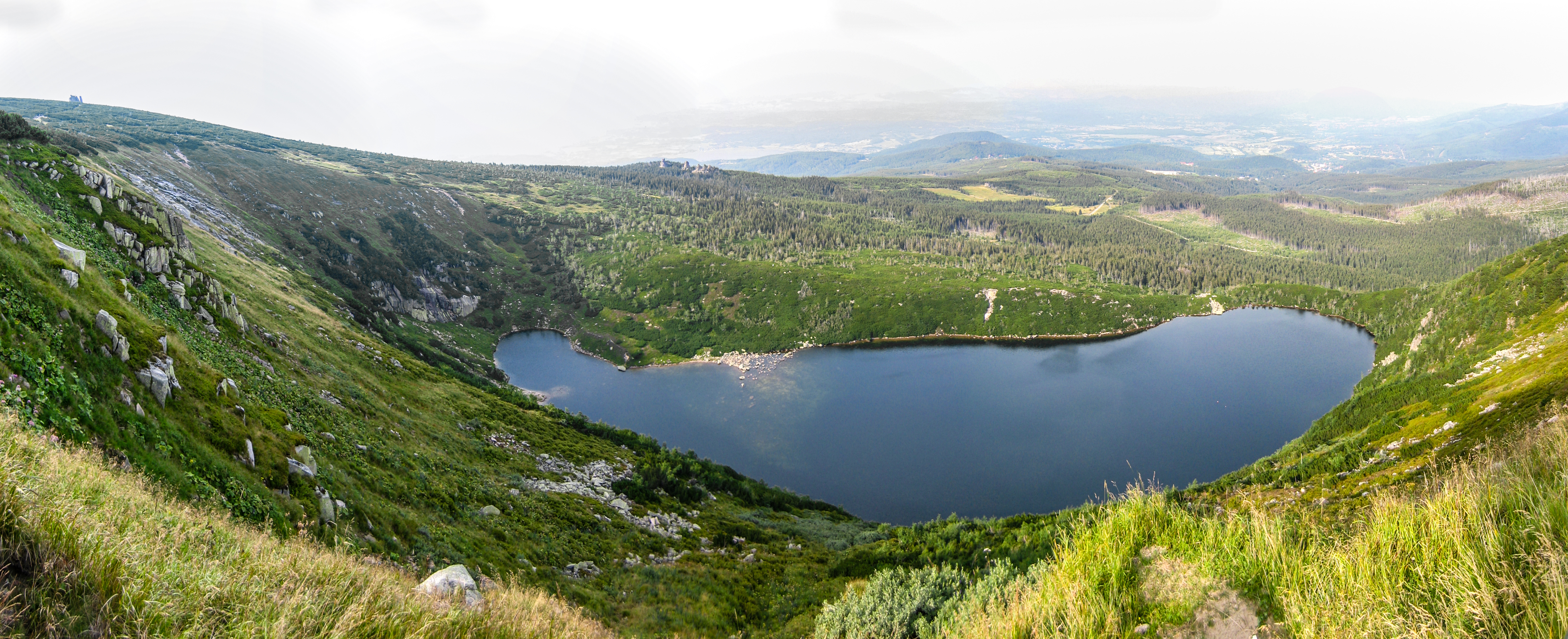
Panorama am Tschechisch-Polnischen Freundschaftsweg